# 니시마쓰우라군

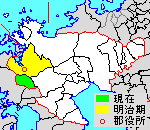
니시마쓰우라 군의 위치

니시마쓰우라군(일본어: 西松浦郡, にしまつうらぐん)은 일본 사가현에 있는 군이다.
인구 17,827명, 면적 65.85km², 인구밀도 271명/km².(2025년 5월 1일, 추계인구)
이하 1정으로 구성된다.
- 아리타정(有田町)

## 역사
- 1878년 7월 22일 - 군구정촌 편제 법제정과 함께 나가사키 현 마쓰라 군을 니시마쓰우라 군·히가시마쓰우라군·기타마쓰우라군·미나미마쓰우라군으로 분할해 성립하였다.
- 1883년 5월 9일 - 사가 현 성립과 함께 니시마쓰우라 군은 사가 현 소속이 되었다.
- 1889년 4월 1일 - 정촌제 시행과 함께 니시마쓰우라 군에 이마리 정·아리타 정과 14촌이 성립하였다.(2정 14촌)
- 1895년 11월 13일 - 신 촌이 아리타 촌으로 개칭하였다.
- 1901년 2월 16일 - 오다케 촌이 하라쓰 촌으로 개칭하였다.
- 1928년 12월 10일 - 마키시마 촌이 이마리 정에 편입되었다.(2정 13촌)
- 1936년 4월 1일 - 니시야마시로 촌이 정으로 승격·개칭해 야마시로 정이 되었다.(3정 12촌)
- 1943년 12월 8일 - 이마리 정·오카와치 촌·오쓰보 촌이 합병해 이마리 정이 성립하였다.(3정 10촌)
- 1947년 1월 1일 - 아리타 촌이 정으로 승격·개칭해 히가시아리타 정이 되었다.(4정 9촌)
- 1954년 4월 1일(1정 2촌)
  - 이마리 정·야마시로 정·구로카와 촌·하타쓰 촌·히가시야마시로 촌·오카와 촌·니리 촌·마쓰우라 촌·미나미하타 촌이 합병해 이마리시가 성립, 군에서 이탈하였다.
  - 아리타 정·히가시아리타 정이 합병해, 아리타 정이 성립하였다.
- 1955년 4월 1일 - 마가리카와 촌·오야마 촌이 합병해 니시아리타 촌이 성립하였다.(1정 1촌)
- 1956년 1월 1일 - 니시아리타 촌의 일부가 아리타 정에 편입되었다.
- 1965년 4월 1일 - 니시아리타 촌이 정으로 승격해 니시아리타 정이 되었다.(2정)
- 2006년 3월 1일 - 아리타 정·니시아리타 정이 합병해 아리타 정이 성립하였다.(1정)